# Ligne R16
 (septembre 2019).
La ligne R16 (précédemment Ca1) est une ligne ferroviaire régionale reliant Barcelone-França à Tortosa ou Ulldecona par Tarragone, appartenant au réseau Rodalies de Catalunya de la Généralité de Catalogne, exploitée par Renfe Operadora.

## Histoire
Historiquement, la ligne R16 de Barcelone à Tortosa et Ulldecona a trois sections bien définies, séparées par les gares de Sant Vicenç de Calders et Tarragone.
La section initiale de Barcelone à Sant Vicenç de Calders par les côtes du Garraf a été construite à partir de 1881. Cette section appartenait à la ligne de Valls à Vilanova et Barcelone (voir ligne R13), bien que les trains n'aient pu atteindre la gare de Barcelone-França qu'en 1887. C'est la même année que la ligne vers Sant Vicenç de Calders a été inaugurée avec la ligne de Martorell à Tarragone, en service depuis 1865.
Par contre, la section de Tarragone à Tortosa et Ulldecona fut bâtie par la compagnie ferroviaire d'Almansa à Valence et Tarragone (AVT). Les premiers tronçons de la ligne, entre Valence, Sagunto, Nules et Castelló de la Plana ont été inaugurés en 1862. Puis le tracé a été prolongé de Castelló à Benicàssim (1863) et de Benicàssim à Ulldecona (1865). La première section jusqu'à L'Aldea a été inaugurée le 1865. Les deux sections Ulldecona -Tortosa et L'Aldea - Tortosa n'ont été raccordées qu'en 1867, par le grand viaduc sur l'Èbre.
La ligne a été intégrée dans les Camins de Ferro del Nord d'Espanya (Chemins de Fer du Nord de l'Espagne), puis à la Renfe en 1941. Malgré son importance stratégique, la ligne n'a été électrifiée que pendant années 70, et dispose encore aujourd'hui de quelques tronçons à voie unique. Depuis quelques années, la ligne a commencé à être modernisée avec la construction de variantes, comme la ligne directe de l'Aldea à Freginals avec le nouveau pont sur l'Èbre, en attente de son intégration définitive dans le corridor méditerranéen.
Le tracé Port Aventura - Vandellòs devrait être abandonné à terme, et les trains passeront par Vila-seca, sur une ligne à double voie.

## Lignes de chemin de fer
- Ligne Barcelone - Vilanova - Valls (Barcelone via le tunnel d'Aragon - Sant Vicenç de Calders)
- Ligne Barcelone - Vilafranca - Tarragone (Sant Vicenç de Calders - Tarragone)
- Ligne Tarragone - Tortosa / Ulldecona (Tarragone - L'Aldea - Amposta - Tortosa- Tortosa - L'Aldea - Amposta - Tortosa- Ulldecona)

## Gares
Liste complète des gares de la ligne :
| Gare                           | Commune                              | Correspondances | Services |
| ------------------------------ | ------------------------------------ | --------------- | -------- |
| Barcelone-França               | Barcelone                            |                 |          |
| Barcelone-Passeig de Gràcia    | Barcelone                            |                 |          |
| Barcelone-Sants                | Barcelone                            |                 |          |
| Vilanova i la Geltrú           | Vilanova i la Geltrú                 |                 |          |
| Sant Vicenç de Calders         | El Vendrell                          |                 |          |
| Torredembarra                  | Torredembarra                        |                 |          |
| Altafulla - Tamarit            | Altafulla                            |                 |          |
| Tarragone                      | Tarragone                            |                 |          |
| Cambrils                       | Cambrils                             |                 |          |
| L'Hospitalet de L'Infant       | Vandellòs i l'Hospitalet de L'Infant |                 |          |
| L'Ametlla de Mar               | L'Ametlla de Mar                     |                 |          |
| L'Ampolla - Perelló - Deltebre | L'Ampolla                            |                 |          |
| Camarles - Deltebre            | Camarles                             |                 |          |
| L'Aldea - Amposta - Tortosa    | L'Aldea                              |                 |          |
| Campredó                       | Tortosa                              |                 |          |
| Tortosa                        | Tortosa                              |                 |          |
| Ulldecona - Alcanar - La Sénia | Ulldecona                            |                 |          |